# Горман, Джеймс Патрик
Джеймс Горман (James Patrick Gorman; род. 14 июля 1958, Мельбурн) — австралийско-американский финансист, банкир. Глава Morgan Stanley с 2010 по 2024 год. С начала 2025 года — председатель совета директоров The Walt Disney Company

## Биография
Родился в многодетной австралийской семье.
Отучился на юриста в Мельбурнском университете (где получил две бакалаврских степени, одну из которых — по праву), а также окончил бизнес-школу Колумбийского университета со степенью MBA. Затем поступил в McKinsey & Company (являлся там старшим партнёром), откуда в 1999 году перешёл в Merrill Lynch. С 2006 года в Morgan Stanley, где с 2010 года гендиректор и с 2012 года председатель (с 2007 года являлся сопрезидентом).
Финансово поддерживает по большей части демократов.
Гражданин США с 2004 года.
Заявлял, что «нам повезло, что финансовой системой в момент кризиса 2008 года управляли неординарные люди — человек, который всю жизнь изучал Великую депрессию (Бернанке), человек, который на протяжении 20 лет принимал участие в тушении кризисов (Гайтнер), и руководитель одного из крупнейших инвестбанков мира (Полсон). Это была команда звезд».